# Wartenbergovo kolečko

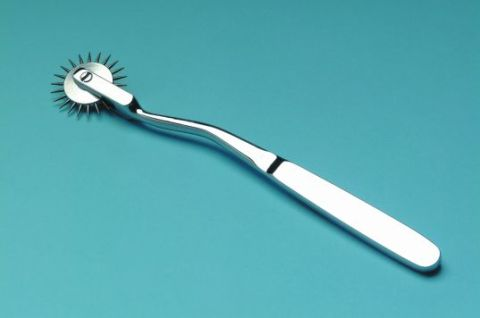
Wartenbergovo kolečko

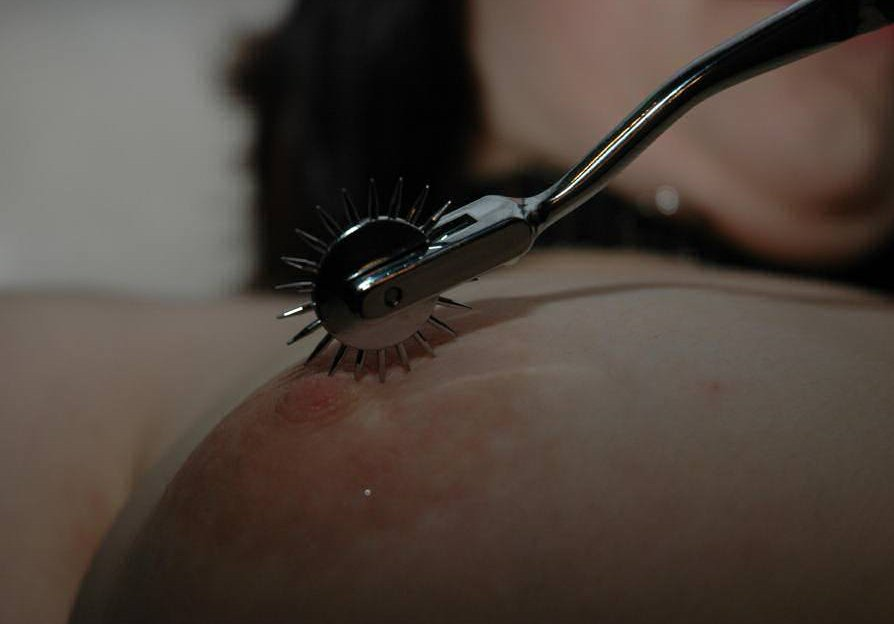
Wartenbergovo kolečko aplikované v BDSM (zde na bradavku)

Wartenbergovo kolečko, označované také jako neurologické kolečko, je lékařská pomůcka, vynalezená lékařem Robertem Wartenbergem, používaná k neurologii a určená ke zkoumání citlivosti kůže na dotek. 
Vzhledově je podobné rádélku na krájení pizzy, jedná se o otočně uložený disk s relativně ostrými hroty, kterým se s různým tlakem přejíždí po kůži. Je vyráběno z kovu nebo plastu.
Při mírném tlaku je použití relativně bezbolestné a spíše příjemné, při velkém tlaku ale může být jeho použití i velmi bolestivé, jeho použití je přitom neškodné, není-li na kolečko použit skutečně extrémní tlak.
Podobný test taktilního čití je například součástí testování příznaků diabetické neuropatie. Běžněji se ale provádí například Semmes - Weinsteinovými monofilamenty (vlákny, tyčinkami) a štětičkou. Při vyšetření se sleduje schopnost rozlišení bodového dotyku od plošného dotyku. 

## Nelékařské využití
Mimo lékařskou praxi jde o pomůcku v BDSM. Přejíždění ostnatým kolečkem po kůži způsobuje zvláštní, šimravou bolest a vzrušení. Hroty jsou přitom dostatečně ostré na to, aby jejich tlak byl stimulující, a přitom dostatečně tupé na to, aby nehrozilo propíchnutí kůže (pokud není na kolečko vyvíjen skutečně extrémní tlak). 